# Афера Бернарда Мейдоффа
Афера Берна́рда Ме́йдоффа — фінансова піраміда, організована Бернардом Мейдоффом. За попередніми оцінками спеціалістів є найбільшою в історії фінансовою аферою. Кількість потерпілих становить від одного до трьох мільйонів чоловік

## Історія
Madoff Investment Securities вважався одним з найнадійніших і прибуткових інвестиційних фондів США: він приносив інвесторам стабільно високий прибуток — близько 12-13 % річних. Серед його клієнтів були численні хедж-фонди, банки, благодійні організації, а також приватні особи, здебільшого знаменитості.
Всього у 2008 році в розпорядженні Madoff Investment Securities знаходилося 17 мільярдів доларів. Припливу нових клієнтів не заважали побоювання деяких експертів, які вказували на нульову волатильність фірми, але перевірки SEC і аудиторів не виявляли порушень у діяльності компанії. Фірма вважалася одним з провідних маркетмейкерів фондового ринку.

## Викриття
10 грудня 2008 Мейдофф, як стверджують, сказав своїм синам, Ендрю і Марку, що його бізнес — «одна суцільна велика брехня» за схемою Понці. При цьому фонд Мейдоффа приносив своїм клієнтам прибуток на рівні 10—13 процентів річних та не обіцяв більше. Сини передали цю інформацію владі. Наступного дня Федеральне бюро розслідувань арештувало Мейдоффа, ще через 5 днів його рахунки були заморожені.
29 червня 2009 року суддя окружного суду Мангеттена Денні Чін засудив Бернарда Мейдоффа до 150 років позбавлення волі за організацію найбільшої в історії фінансової піраміди, замаскованої під інвестиційний фонд.

## Наслідки
В результаті руйнування фінансової піраміди постраждали великі і середні банки, фінансово-інвестиційні компанії, страхові і благодійні фонди США, Франції, Іспанії, Італії, Нідерландів, Швейцарії. Збитки найбільш відомих із них становили:
- Хедж-фонд «Fairfield Sentry Ltd» — 7,3 мільярдів доларів
- «Kingate Global Fund Ltd» — 2,8 млрд
- «Tremont Holdings Inc's Rye Investment Management» — близько 3 млрд
- Банківська група «Banco Santander» (Іспанія) — 3,1 млрд
- Банк HSBC — 1 млрд
- «Royal Bank of Scotland» — 600 млн
- Банк «BNP Paribas» (Франція) — 460 млн
- Бостонський благодійний фонд «Robert I. Lappin Charitable Foundation» — банкрут
- Банк Південної Кореї — 63 млн.